# Camissonia
Camissonia je rod rostlin z čeledi pupalkovité. Jsou to jednoleté přímé nebo poléhavé byliny s jednoduchými listy a žlutými čtyřčetnými květy. Plodem je tobolka. Rod zahrnuje v současném pojetí asi 12 druhů. Je rozšířen v západních oblastech Severní Ameriky, jeden druh se vyskytuje v Jižní Americe. Rod byl v roce 2007 výrazně revidován a řada druhů byla přeřazena do jiných rodů.

## Popis
Zástupci rodu Camissonia jsou jednoleté byliny s větvenou, přímou nebo poléhavou lodyhou. Listy jsou jednoduché, střídavé, někdy nahloučené, řapíkaté až téměř přisedlé, většinou s čárkovitou až úzce eliptickou, celokrajnou nebo řídce zoubkatou čepelí. Palisty chybějí.
Květy jsou oboupohlavné, pravidelné, čtyřčetné, s úzkou květní trubkou, uspořádané v klasech. Kalich je tvořen 4 laloky. Korunní lístky jsou žluté, často s červenými skvrnami na bázi. Při odkvětu se zbarvují do červena. Tyčinek je 8. Semeník obsahuje 4 komůrky. Plodem je přisedlá, 1,5 až 5 cm dlouhá, úzká tobolka obsahující mnoho semen.

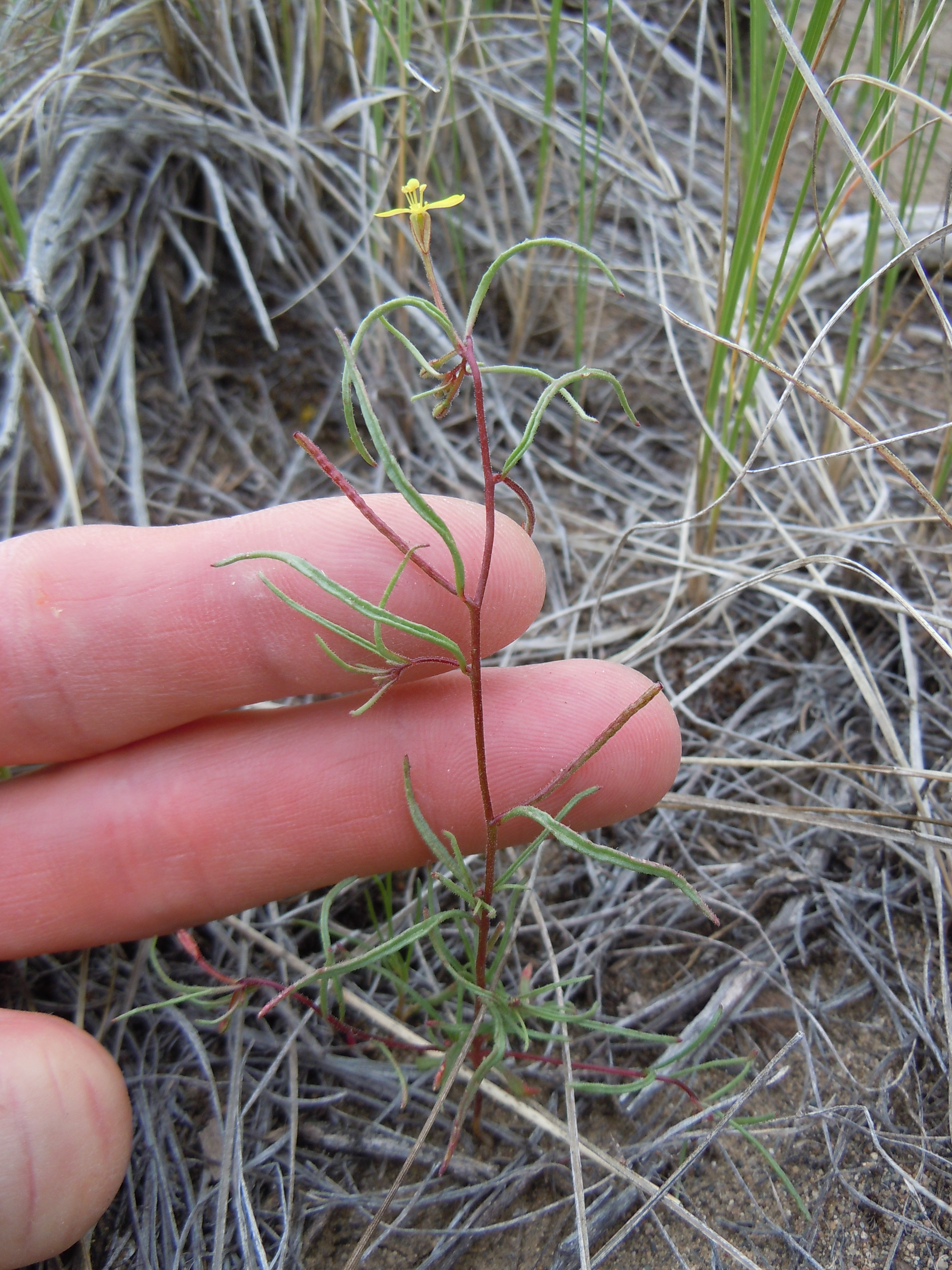
Drobný druh C. parvula
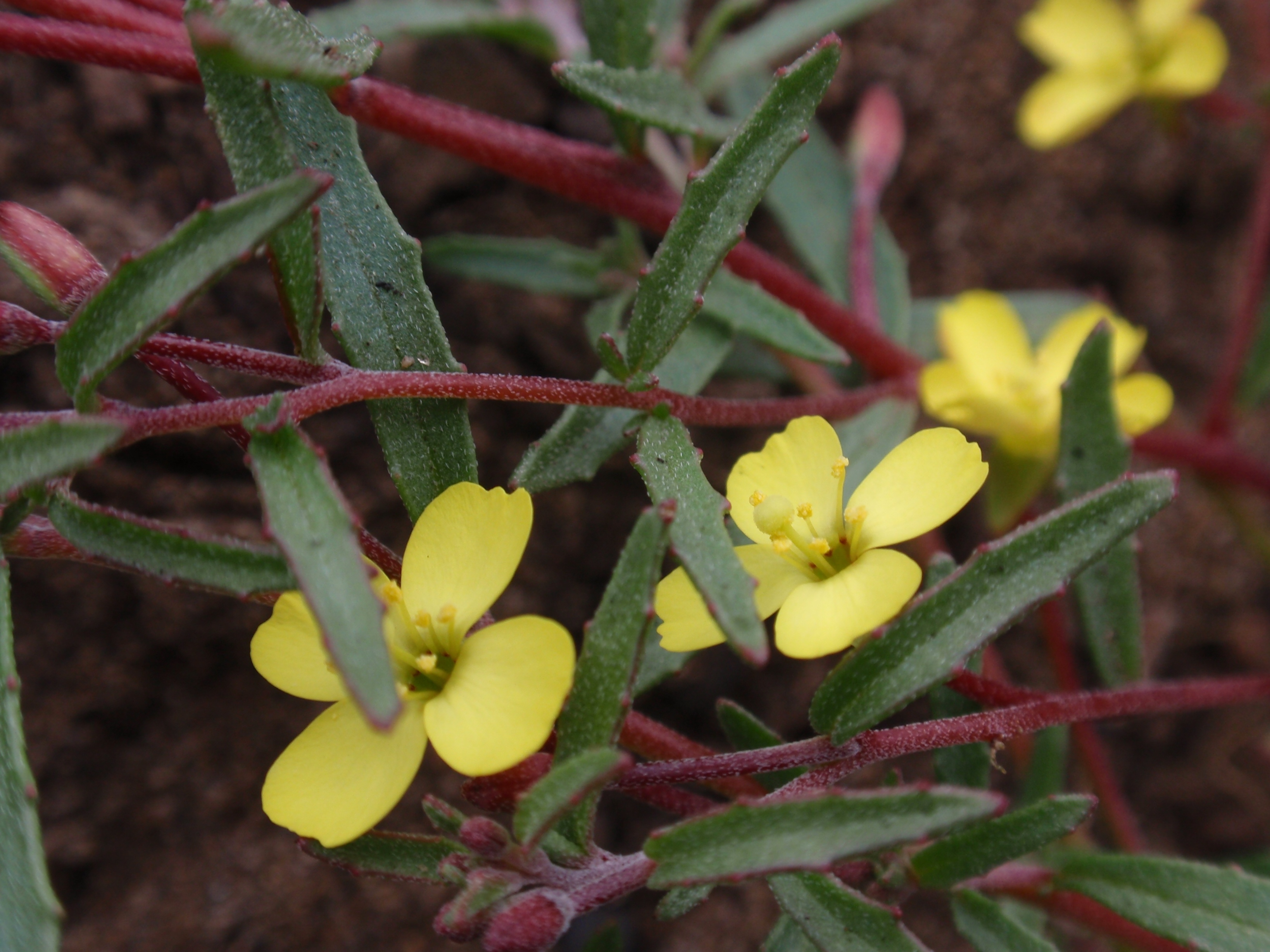
Květy C. strigulosa

## Rozšíření
Rod Camissonia zahrnuje v současném pojetí 12 až 18 druhů. Rozšíření je nápadně podobné jako u rodu lokanka (Clarkia). Převážná většina druhů jsou endemity západních oblastí Severní Ameriky. Druh C. dentata je jako jediný druh rodu rozšířen v jižní části Jižní Ameriky, konkrétně v Chile, Argentině a Peru. V Severní Americe sahá areál rozšíření od Kanady po mexickou Baja California. Největší počet druhů roste v Kalifornii. Do Kanady zasahují celkem 2 druhy. Některé druhy byly zavlečeny i do Austrálie.

## Ekologické interakce
Květy jsou opylovány včelami. Některé druhy jsou cizosprašné, jiné jsou schopny samoopylení. Výjimečně se objevují kleistogamické květy.

## Taxonomie
Rod Camissonia je v rámci čeledi pupalkovité řazen do podčeledi Onagroideae a tribu Onagreae. V roce 1969 vydal Peter H. Raven monografii rodu Camissonia. Ten v ní byl pojat široce, jako jeden z nejrůznorodějších rodů čeledi pupalkovité. Současné pojetí je výrazně odlišné. V monografii pupalkovitých, vydané v roce 2007, byla na základě fylogenetických výzkumů řada druhů přeřazena do jiných rodů: Camissoniopsis (14 druhů), Chylismia (16), Chylismiella (1), Eremothera (8), Eulobus (4), Neoholmgrenia (2), Tetrapteron (2) a Taraxia (4 druhy).

Některé druhy přeřazené v současném systému do jiných rodů:
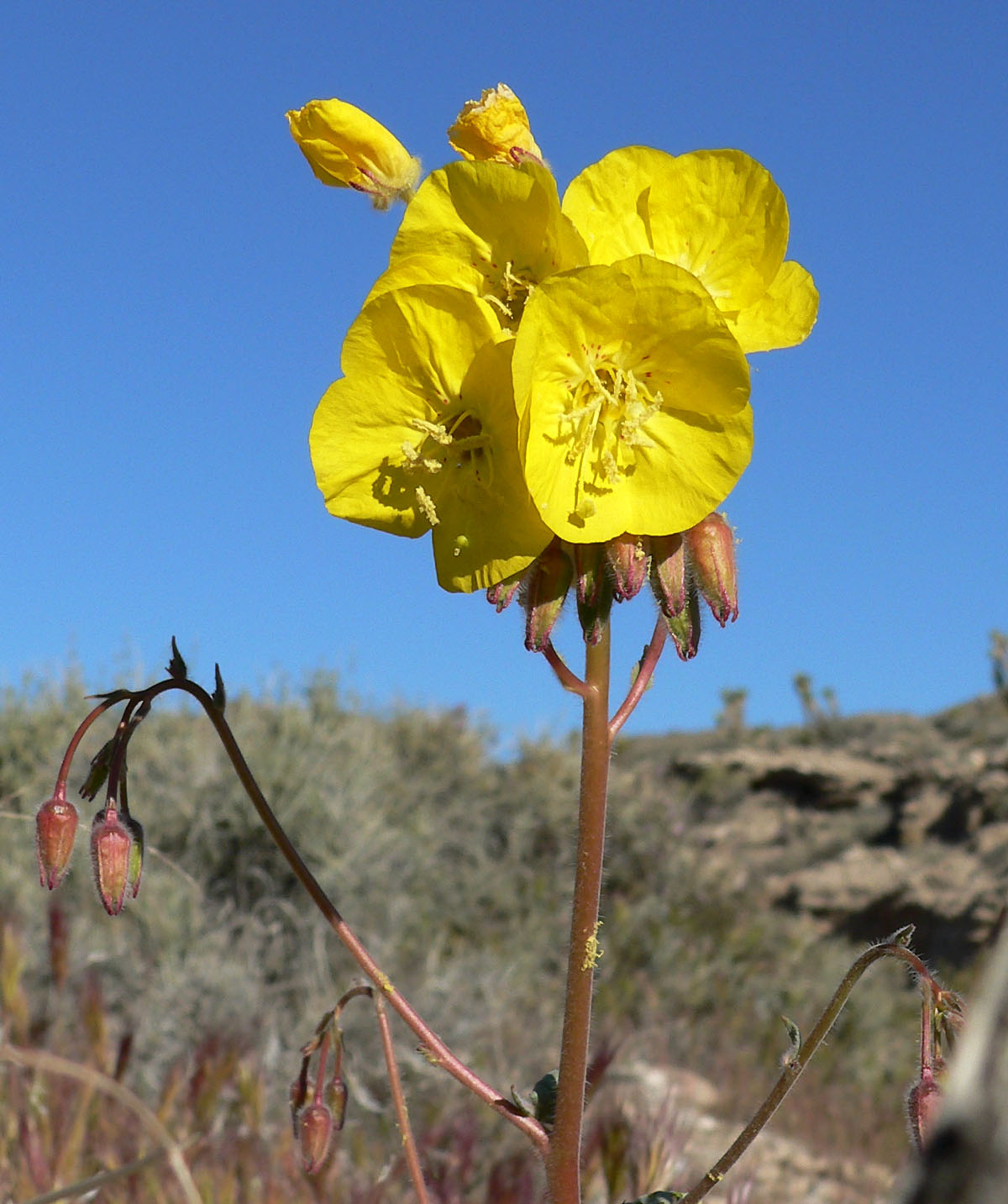
Chylismia brevipes, syn. Camissonia brevipes
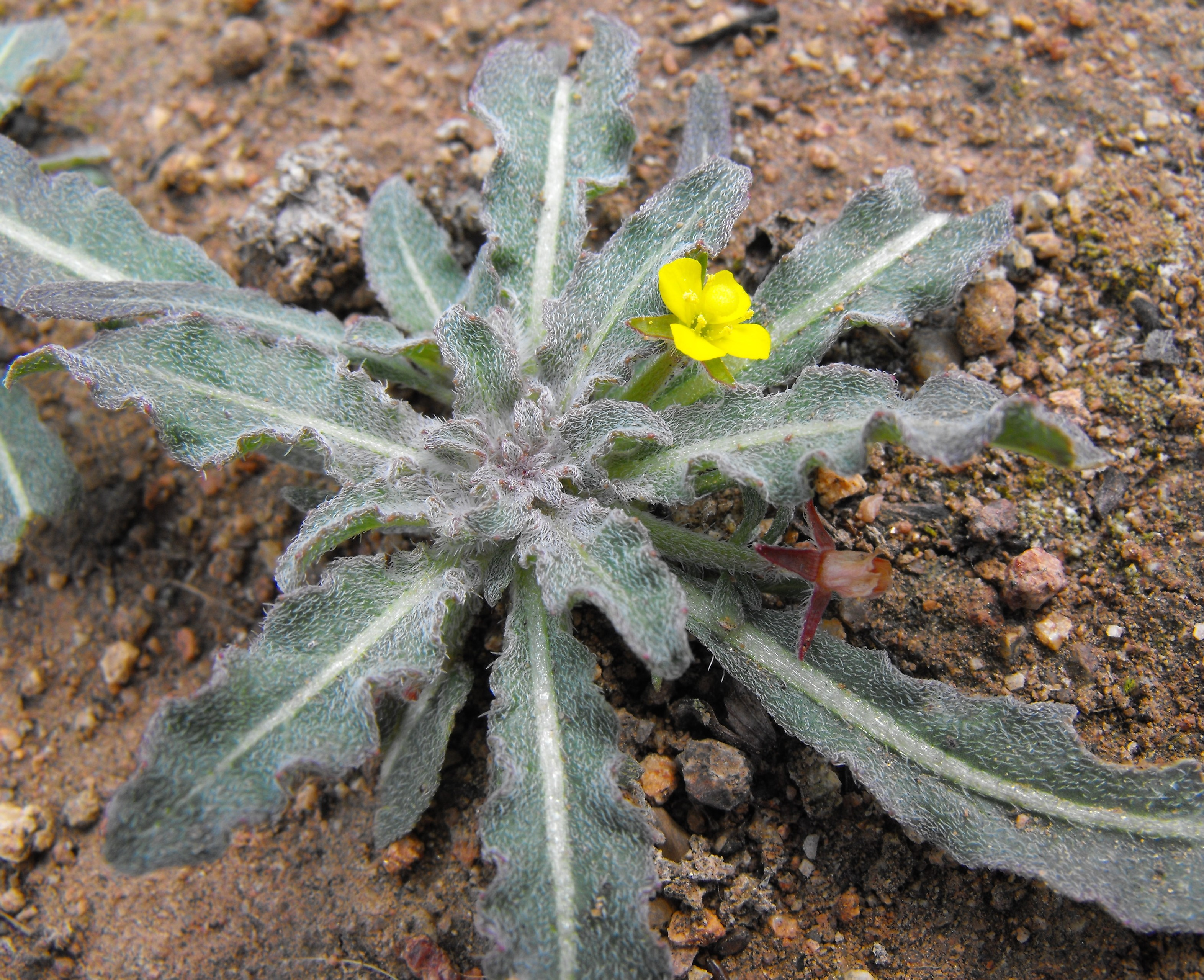
Camissoniopsis micrantha, syn. Camissonia micrantha
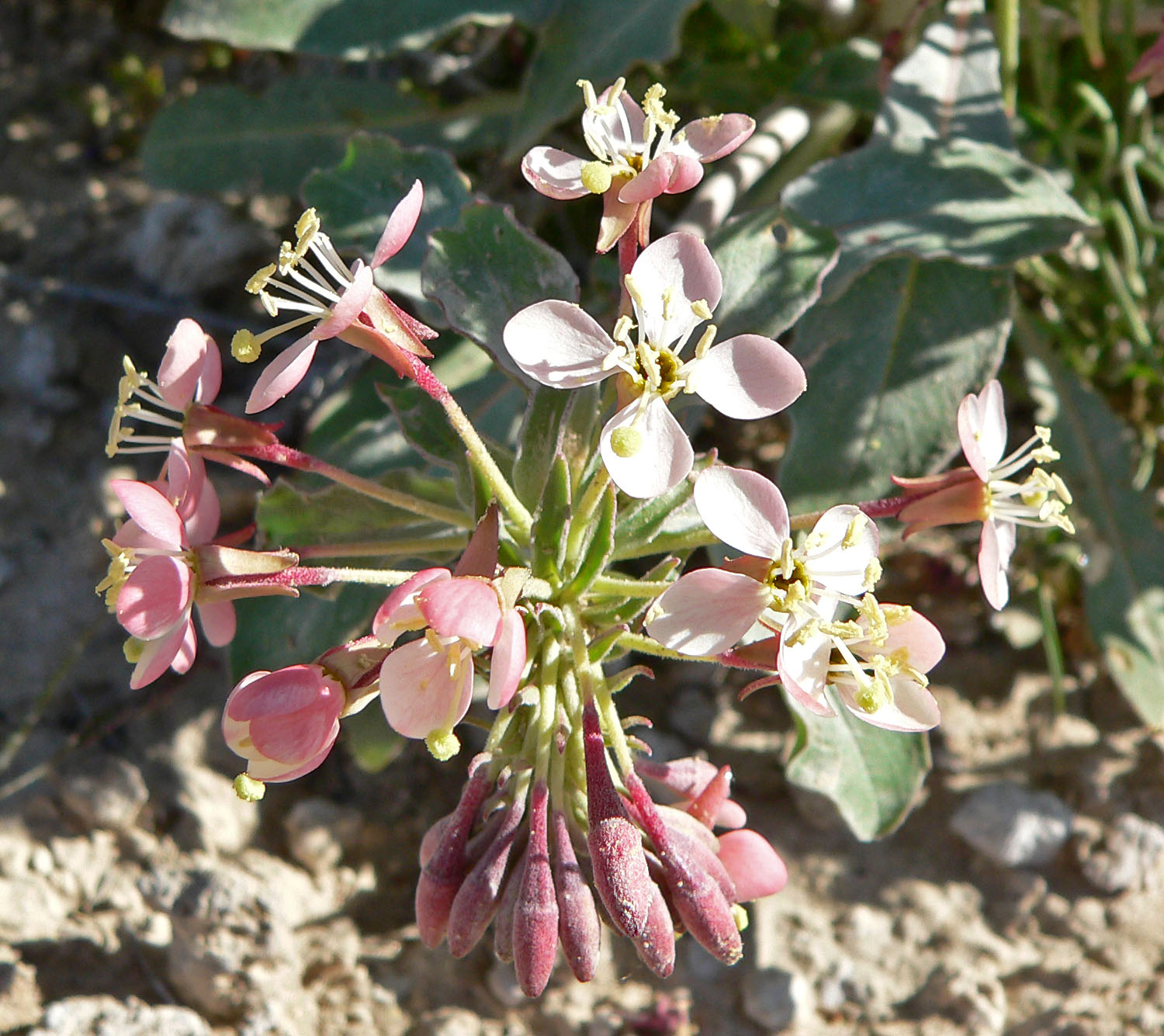
Eremothera boothii, syn. Camissonia boothii
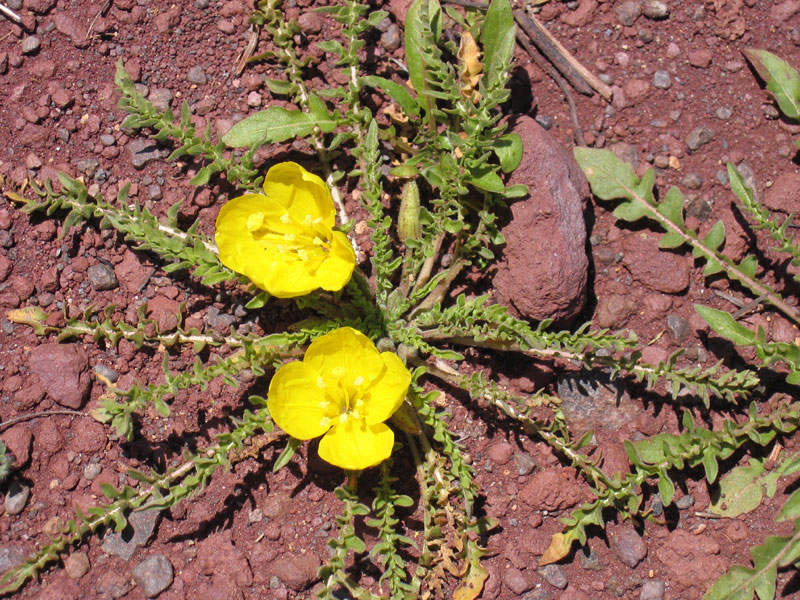
Taraxia tanacetifolia, syn. Camissonia tanacetifolia
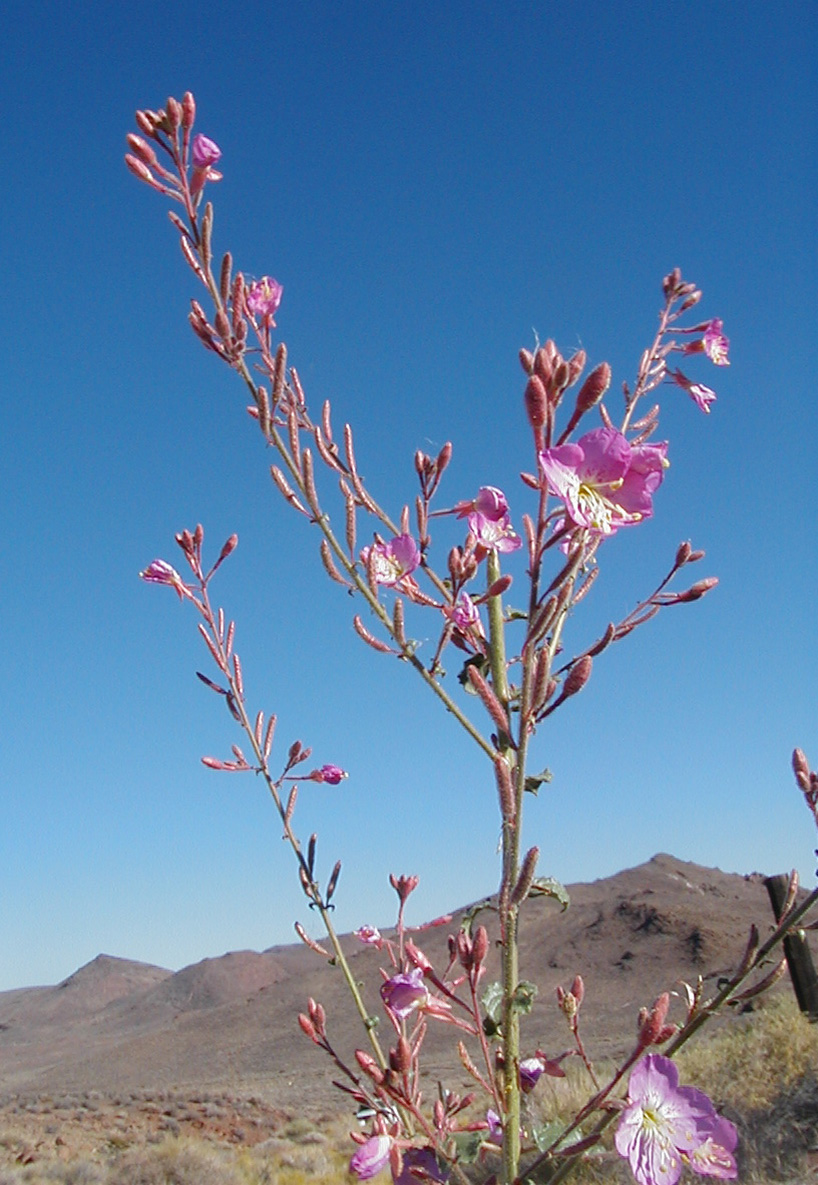
Chylismia megalantha, syn. Camissonia megalantha